# Роганка
Роганка, Рогань — річка у Вільхівській сільській та Роганській селищній громадах Харківського, та Новопокровській селищній громаді Чугуївського районів Харківської області. Ліва притока Уди (басейн Сіверського Донця).
Річка вперше згадується у 1627 році в географічному описі «Книга Великому кресленню», як «речка Жирогань».

## Опис
Довжина 31 км, похил річки — 1,7 м/км, площа басейну 189 км², найкоротша відстань між витоком і гирлом — 26,15  км, коефіцієнт звивистості річки — 1,19 . Формується з багатьох безіменних струмків та водойм. У верхній течії біля с. Вільхівка збудоване Вільхівське водосховище.

## Розташування

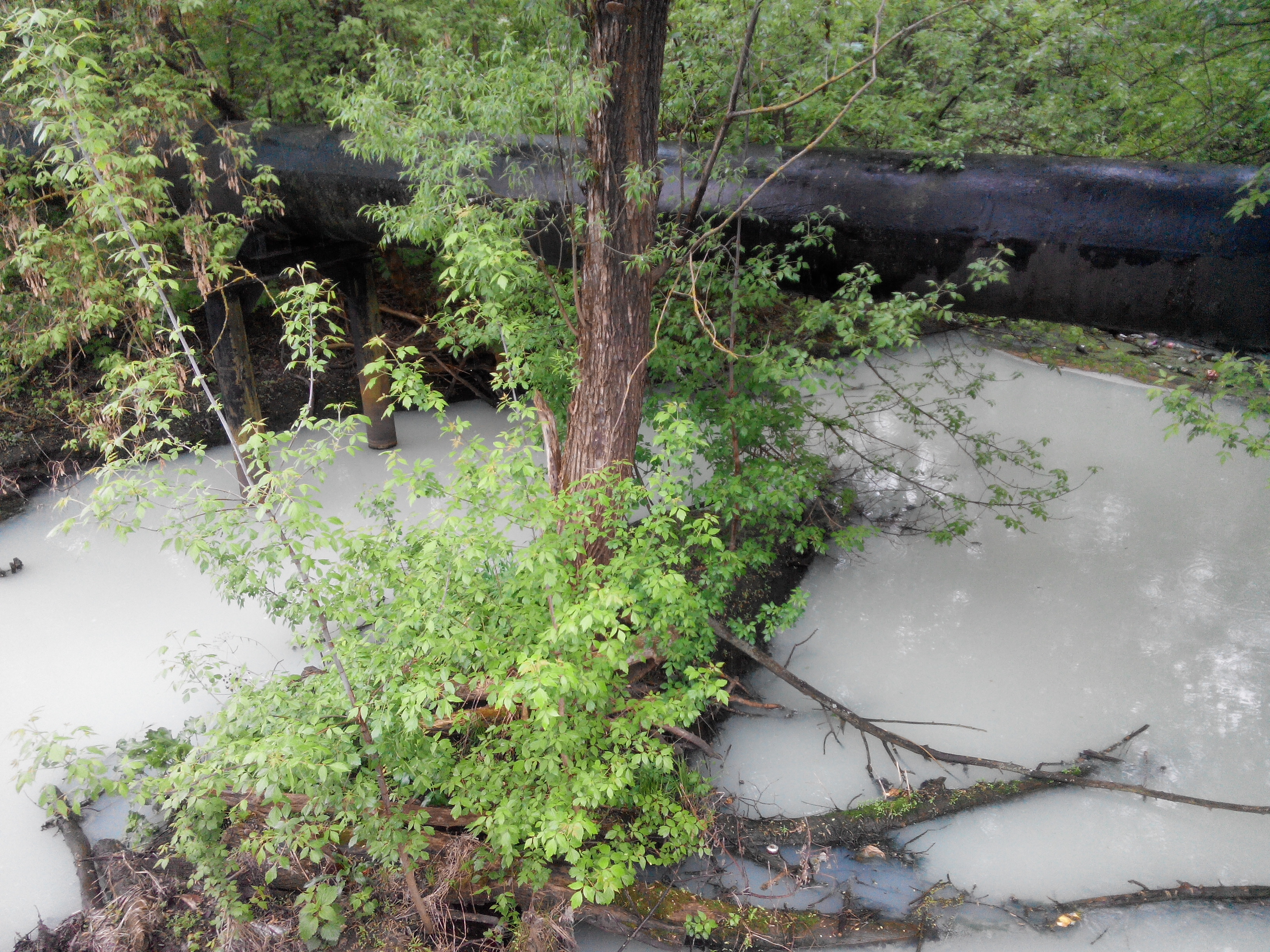

Роганка бере початок на північно-східній околиці села Верхньої Роганки. Тече переважно на південний захід і на північній околиці Зауддя впадає в річку Уди, праву притоку Сіверського Донця. 
Населені пункти вздовж берегової смуги: Сороківка, Вільхівка, Степанки, Коропи, Бісквітне, Мала Рогань, Рогань, Докучаєвське, Світанок, Зелений Колодязь, Тернова.
Було зафіксовано зміни кольору та запаху води у річці через несанкціоновані скиди хімічних речовин.

## Притоки

### Праві
- Квітчин[4] — яр у Вільхівській громаді, впадає у Рогань на північній околиці села Вільхівка.
- Велика Долина[5] — балка у Вільхівській громаді, починається на східній околиці Харкова у місцевості Заїки, тече переважно на південний схід і впадає у Рогань на південній околиці села Мала Рогань. Вздовж берегової лінії село Затишшя.
  - Яр Харків — ліва притока Великої Долини, впадає вище Дрібницького яру[6].
  - Дрібницький яр — права притока Великої Долини, починається на східній околиці Харкова, біля мікрорайону Обрій[7].
  - Рудий яр — права притока, впадає у Велику Долину поблизу села Мала Рогань[8].
  - Харченків — ліва притока[9].
- Рудий[10] — яр на північно-західній околиці селища Рогань.
- Панський[5] — яр у Вільхівській та Роганській громадах. Починається на східній околиці Харкова, біля мікрорайону Обрій, тече спочатку на південний схід, потім на схід і впадає у річку Рогань у селищі Рогань.
  - Довгий — права притока Панського[11].
    - Круглий — права притока Довгого[12].
- Терновий — яр у Роганській громаді, впадає у Рогань нижче селища Докучаєвське[13].

Бардаччин яр, Вовчий, Лозовий, Незовибатько, Степаньків яр, Сухий яр, Терехів яр, Ясеновий.

### Ліві
- Лаврова — балка у Вільхівській громаді, впадає у Рогань у селі Верхівка.
- Крутий[22] — яр у Вільхівській громаді, впадає до Рогані між селами Коропи та Бісквітне.
- Караїчів (Лог)[23] — яр у Вільхівській та Роганській громадах, впадає в Рогань між с. Мала Рогань та смт Рогань.
  - Безіменний — права притока Караїчевого[24].
  - Круглий яр — ліва притока Караїчевого[25].
  - Стуболушка — яр, ліва притока Караїчевого[26].
- Бабаків[27] — яр у Роганській громаді, впадає у Рогань між смт Рогань та селом Світанок.
- Довгий[28] — яр у Роганській громаді, впадає у Рогань на північній околиці села Світанок.
- Харин яр[29] з притоками Чащовина (права)[30], Круглий[31], Тимокосенків[32], Хмільник[33], Довгенький[34] (ліві).

Глибокий, Покровський яр, Попів яр, Середній яр, Стремоухівський яр, Тимошенків яр.

## Цікавинка
У селищі Рогань річку перетинає автошлях М03, а у селі Зелений Колодезь — залізниця Лосеве — Куп'янськ.